# بيل أندرسون
بيل أندرسون (بالإنجليزية: Bill Anderson)‏ هو سياسي أمريكي، ولد في 1977 في سيوكس سيتي في الولايات المتحدة. حزبياً، نشط في الحزب الجمهوري. وقد انتخب عضو مجلس ولاية آيوا.

## وصلات خارجية
- الموقع الرسمي